# Hammarklaver

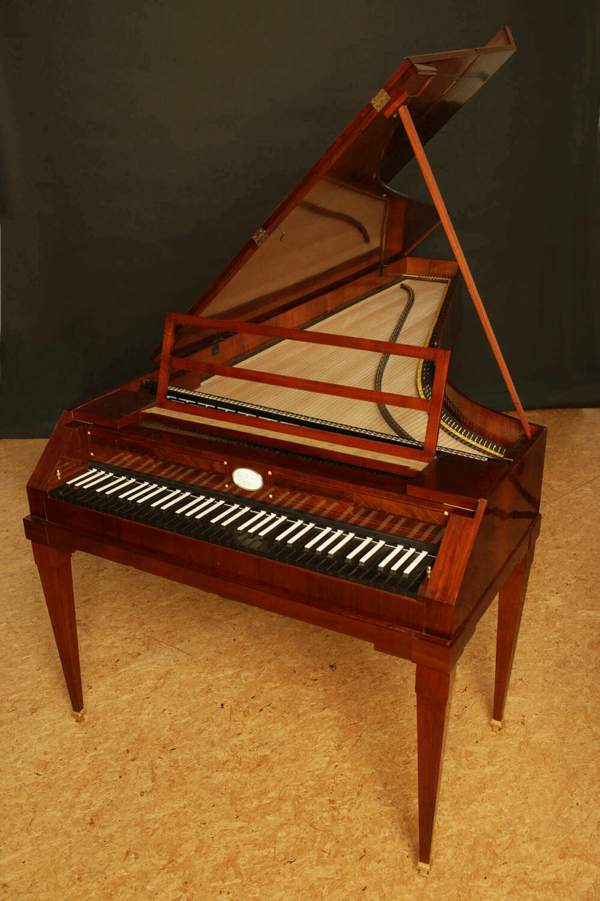
Hammarklaver av Paul McNulty efter Walter & Sohn, cirka 1805.

Med hammarklaver betecknar man ofta ett klaverinstrument av sjuttonhundratalsutformning, vilket förekom fram till Beethovens tid. Det är således ett stränginstrument, vars strängar, till skillnad från cembalons och klavikordets, anslås med hammare. Namnet är ett översättningslån från tyskans Hammerklavier och är ett av flera tidiga namn på pianot som då användes om varandra. Det har återupptagits i svenskan under nittonhundratalets senare hälft, då det ökande medvetandet om egenarten i vad man brukar kalla "äldre" musik, i det här fallet från före romantiken, medförde ett behov av att skilja sjuttonhundratalets pianotyp från den moderna. 
Hammarklaveret uppfanns av Bartolomeo Cristofori under 1690-talet och framåt och gjordes populärt av bland andra Gottfried Silbermann. En av de stora skillnaderna mot dagens pianon är att sjuttonhundratalets var mycket lättare, med mindre strängspänning, och därmed ljusare och sprödare i klangen, med klarare basregister och mycket mindre dynamiskt omfång.